# Decorsea dinteri
Decorsea dinteri é uma espécie vegetal da família Fabaceae.
Apenas pode ser encontrada na Namíbia.
Os seus habitats naturais são: marismas de água doce.